# Fizalam-William Perras
Pour les articles homonymes, voir Perras.
Fizalam-William Perras (né le 10 mars 1876 et mort le 28 juin 1936) est un marchand et un homme politique canadien.

## Biographie
Né à Hull dans la région des Outaouais, il étudie à l'Université d'Ottawa avant de devenir maire de la municipalité de Gracefield pendant une quinzaine d'années. Il est également administrateur du comté de Hull.
Élu député du Parti libéral du Canada dans la circonscription fédérale de Wright en 1925, il est réélu en 1926, 1930 et en 1935. Il meurt en fonction à Ottawa en 1936 à l'âge de 60 ans.